# Erik Gyllenstierna (död 1586)
Erik Gyllenstierna (skrev sig även Erik Karlsson) död 1586, var en svensk ämbetsman och riksråd. Han var son till Karl Eriksson (Gyllenstierna).
Erik Gyllenstierna dubbades till riddare vid Erik XIV:s kröning 1561. Han var en av ståthållarna på Kalmar slott 1565–1567. Han var lagman i Tiohärads lagsaga 1565–1568 och i Smålands lagsaga från 1568 till sin död 1586.
Han förekommer som riksråd från 1568 och var som sådan med i att sluta fred med Danmark och Lübeck i Stettin 1570. Han var under några månader 1572 en av dem som hade hand om bevakningen av den fångne Erik XIV på Gripsholms slott och 1575 var han bland de åtta riksråd som skrev under dennes dödsdom. 1575 och 1580 var han med vid förhandlingar mellan Johan III och hertig Karl.

## Familj
Erik Gyllenstierna gifte sig den 28 augusti 1557 med Carin Nilsdotter (Bielke af Åkerö), dotter till riksrådet Nils Pedersson (Bielke) och Anna Hogenskild till Hedensö. 

### Barn
1. Carl
2. Nils
3. Anna (d.12 januari 1605)
4. Brita
5. Mariana (d. 30 maj 1602)
6. Kerstin
7. Margareta
8. Emerentia (d.10 juli 1626)
9. Carl (f. 1575)

Han skrev sig på senare år till mödernegodset Nynäs slott och till Årås i Kölingareds socken.